# Le Petit-Mercey
Le Petit-Mercey foi uma comuna francesa na região administrativa de Borgonha-Franco-Condado, no departamento de Jura. Estendia-se por uma área de 2,49 km². Em 2010 a comuna tinha 111 habitantes (densidade: 44,6 hab./km²).
Em 1 de janeiro de 2019, passou a formar parte da nova comuna de Dampierre